# Triplaris setosa
Espèce
Synonymes
- Triplaris setosa var. setosa[1]

Triplaris setosa est une espèce de plantes de la famille des Polygonaceae.

## Liste des variétés
Selon Catalogue of Life (12 avril 2019) :
- variété Triplaris setosa var. woytkowskii

Selon Tropicos (12 avril 2019) (Attention liste brute contenant possiblement des synonymes) :
- variété Triplaris setosa var. setosa
- variété Triplaris setosa var. woytkowskii Brandbyge

## Publication originale
- Memoirs of The New York Botanical Garden 7: 237. 1927.